# Steve Savidan
Steve Savidan (ur. 29 czerwca 1978 w Angers) – były francuski piłkarz.

## Kariera
Jest wychowankiem klubu Angers SCO. W 1999 roku przeszedł do LB Châteauroux, gdzie spędził jeden sezon i strzelił 3 gole. W 2000 roku był już piłkarzem AC Ajaccio, a latem 2001 wrócił do rodzinnego Angers, gdzie grał przez cały sezon 2001/2002. Po roku jednak znów zmienił barwy klubowe i tym razem trafił do AS Beauvais, w którym w 24 meczach nie strzelił żadnego gola. W 2003 roku został piłkarzem Angoulême CFC i strzelił 12 goli w lidze. Od 2004 roku jest piłkarzem Valenciennes. W sezonie 2004/2005 został królem strzelców Championnat National, a w 2005/2006 – Ligue 2 (16 goli), czym przyczynił się do awansu Valenciennes do Ligue 1. W sezonie 2006/2007 był najlepszym strzelcem zespołu w pierwszej lidze. W meczu z FC Nantes zdobył 4 gole, a jego klub wygrał na wyjeździe 5:2. Od 2008 gra w SM Caen. 19 listopada tego samego roku zadebiutował w reprezentacji Francji w zremisowanym 0:0 towarzyskim meczu z Urugwajem. Zawodnik miał przejść latem 2009 roku do AS Monaco, ale przechodząc tam testy wykryto u niego wadę serca. Z tego powodu zakończył karierę.